# Chiesa dei Santi Fabiano e Sebastiano (Lavizzara)
La chiesa parrocchiale dei Santi Fabiano e Sebastiano, nota anche come chiesa dei Santi Rocco e Sebastiano, a Prato, frazione comunale di Lavizzara in Canton Ticino, è stata consacrata la prima volta 1487 e poi riconsacrata nel 1761 dopo la ricostruzione del 1730.

## Descrizione

### Esterno
L'edificio a navata unica presenta quattro nicchie laterali. Il coro è a pianta quadrata. La facciata principale presenta degli affreschi del XIX secolo dei due santi. Il campanile in stile barocco è del 1787. La chiesa è stata restaurata negli anni 1875 e 1955.

### Interno
L'aula è sormontata da volte a botte lunettate.
Nel coro abbiamo:
- una decorazione a pittura (1875 - Giacomo Antonio Pedrazzi di Cerentino;
- l'altare maggiore in marmi policromi del 1757 con una pala del Crocifisso con san Sebastiano e san Rocco (1750 circa - Giuseppe Mattia Borgnis (1701-1761))[2] di Craveggia;
- la mensa che raccoglie le spoglie del martire romano San Teofilo qui sepolto dal 1763;

Sulla pareti laterali:
- un tele con la Crocifissione di Gesù (secolo XVII);
- Maria Bambina con sant'Anna e san Gioacchino (XVIII secolo)[3].

Nelle altre cappelle: 
- degli altari in stucco (metà del XVII secolo circa)
- la pala con Sant'Antonio da Padova (secolo XVII);
- la statua lignea della Madonna del Rosario (inizio secolo XX).

A sinistra della navata:
- i pannelli dell'pulpito in legno intagliato (seconda metà del secolo XVII);
- un quadro che illustra San Francesco d'Assisi che riceve le stigmate (XVIII secolo).

Sulla parete destra:
- gli strappi degli affreschi dell'antica cappella di Santa Maria del Ponte (1633).
- il confessionale in legno scolpito (1733)[4]: tela di Jacobus Buferus del 1663 con la Sacra Famiglia[5].